# Montarrón
Montarrón ist ein zentralspanischer Ort und eine Gemeinde (municipio) mit 32 Einwohnern (Stand: 2024) in der Provinz Guadalajara in der Autonomen Gemeinschaft Kastilien-La Mancha. 

## Geografie
Montarrón befindet sich etwa 37 Kilometer nordnordwestlich von Guadalajara und etwa 68 Kilometer nordöstlich von Madrid in einer Höhe von ca. 820 m. 

## Bevölkerungsentwicklung
| Bevölkerung | Bevölkerung | Bevölkerung | Bevölkerung | Bevölkerung | Bevölkerung |
| 1970        | 1981        | 1991        | 2001        | 2011        | 2021        |
| ----------- | ----------- | ----------- | ----------- | ----------- | ----------- |
| 120         | 87          | 73          | 51          | 31          | 28          |

## Sehenswürdigkeiten

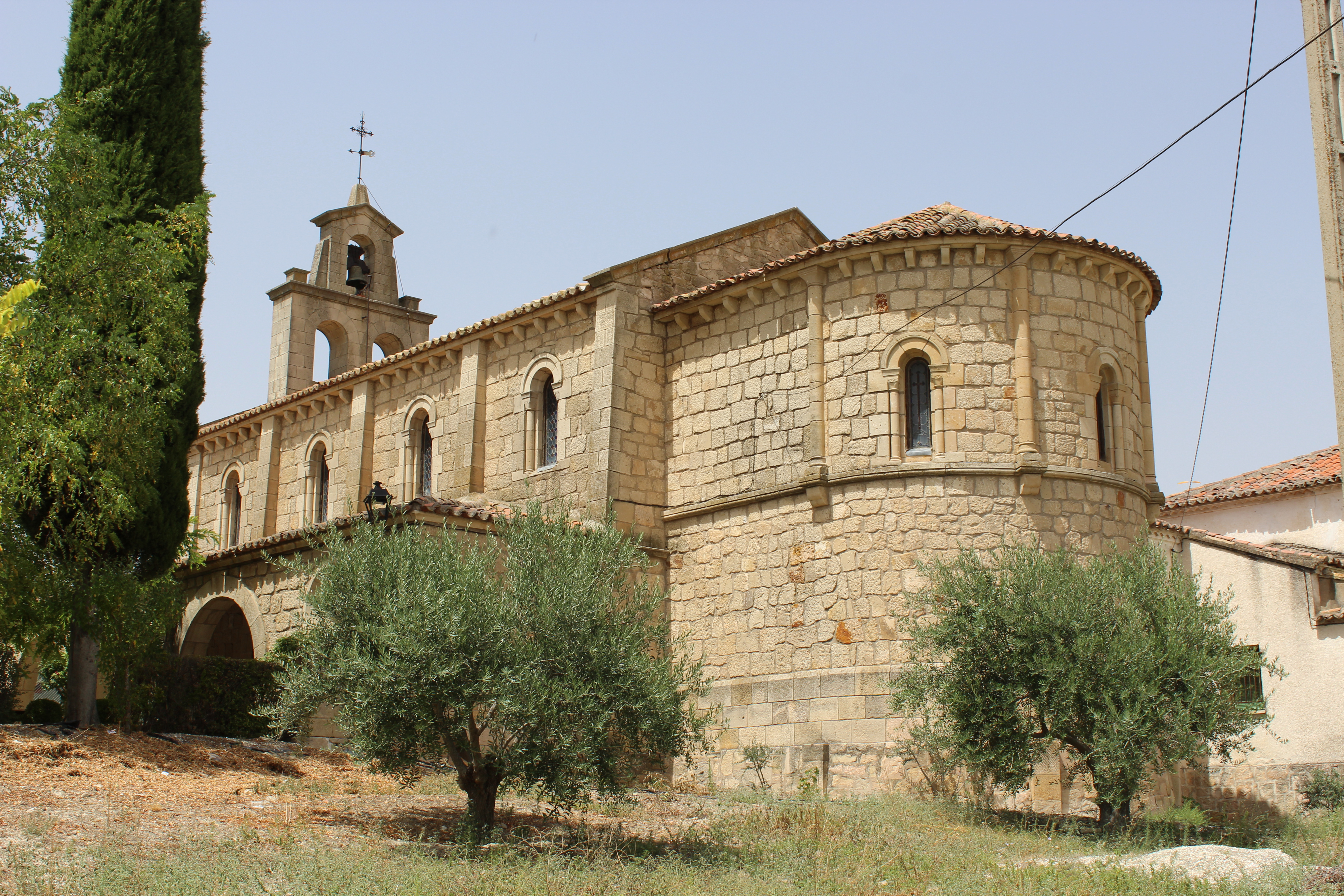
Ruinen der Kirche Mariä Himmelfahrt
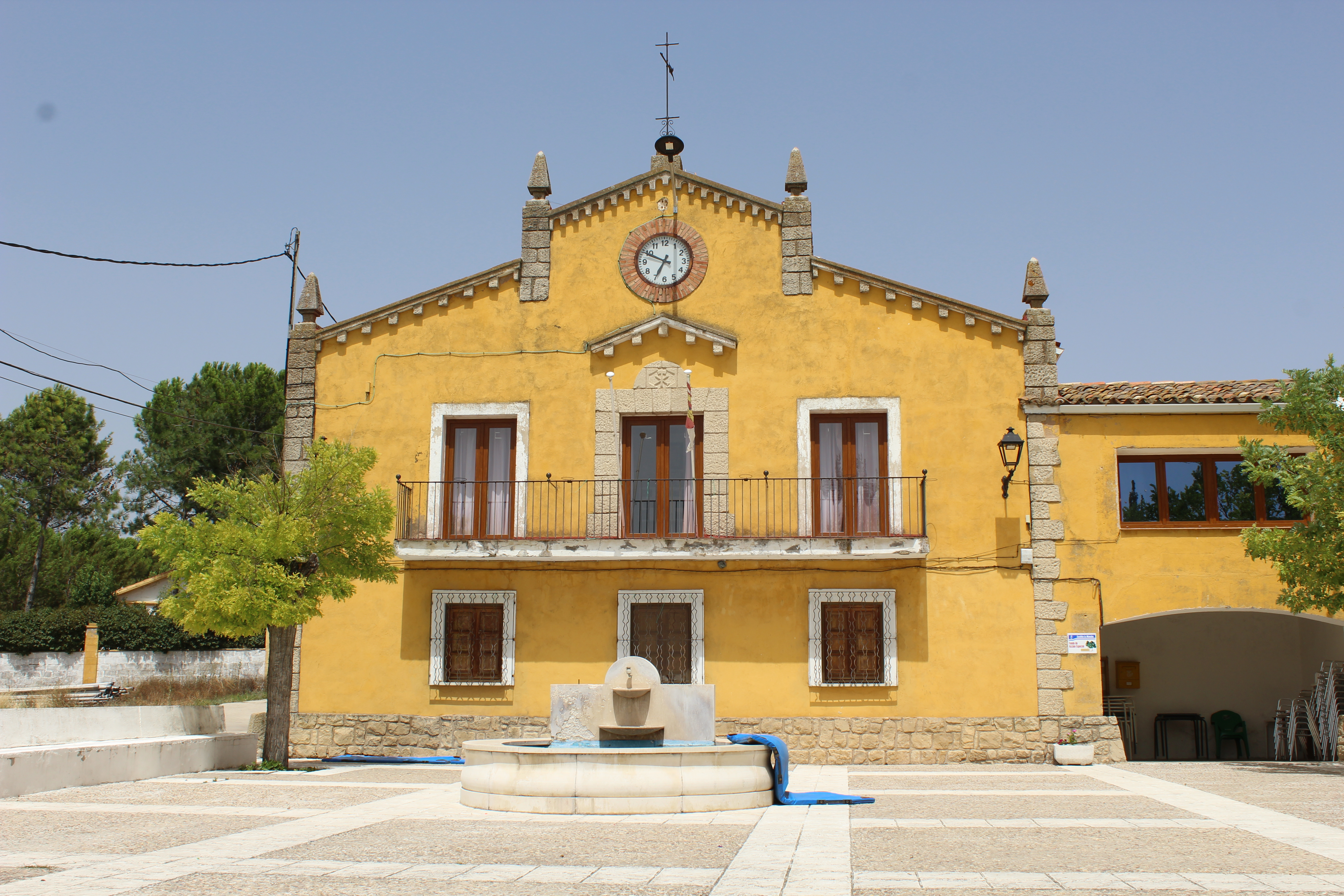
Kirche von Montarrón

- Kirche von Montarrón
- Rathaus